# Rangiswanger Horn
Le Rangiswanger Horn est une montagne d'une altitude de 1 616 m dans le massif des Alpes d'Allgäu, en Allemagne.

## Géographie

### Topographie
Le Rangiswanger Horn fait partie du chaînon Horn. Son sommet rond se caractérise par des pentes ouvertes ainsi que quelques clairières et prairies de montagne. Au nord et à l'ouest s'étendent la Hörnerkette et le Bregenzerwald, au sud les montagnes d'Oberstdorf et du Kleinwalsertal. Au-delà de la large vallée de l'Iller, les contreforts des Alpes d'Allgäu s'élèvent autour de Hinterstein.

## Ascension
À l'exception de la montée finale vers le sommet, il n'y a pas de pente raide.